# Marie-Louise Bataille
Marie-Louise Bataille (geboren am 5. November 1889 in Cunlhat, Département Puy-de-Dôme; gestorben am 2. April 1966 in Paris) war eine französische Kunsthistorikerin, Kunstkritikerin, Literatin, Lyrikerin und Übersetzerin. Sie schrieb auch unter den Pseudonymen „Jean Calmès“ und „Marie Elbé“.

## Leben
Bataille war eine Tochter des Michel-Alphonse Bataille (* 1851) und dessen Frau (⚭ 3. Februar 1887) Antoinette-Aglaé (geborene Tournardre; * 1865). Sie hatte einen Bruder Victor Antoine-Martial Bataille (12. November 1887 – 10. November 1975), der Advokat war. Ihre Eltern waren beide Geschwister der Eltern des Schriftstellers Georges Bataille (Joseph-Aristide Bataille, * 16. Juli 1853 und Marie-Antoinette Tournardre, * 1868), so dass sie dieselben Großeltern hatten. Ein Sohn aus der Ehe ihres Bruders Victor mit Geneviève Rocca war der Schriftsteller Michel Bataille (19. März 1926 – 10. November 1975). Sie selbst blieb unverheiratet und kinderlos.
Sie beschäftigte sich insbesondere mit dem Maler Édouard Manet, über den sich auch mehrere Artikel in Deutsch verfasste, und war als Mitarbeiterin für das Allgemeine Lexikon der Bildenden Künstler von der Antike bis zur Gegenwart in Paris tätig. Zu der Malerin Berthe Morisot gab sie 1961 gemeinsam mit Georges Wildenstein einen Ausstellungskatalog heraus. Sie schrieb zudem Kinderlieder, die unter dem Titel französisch Chanson des enfants de France im Verlag von Henry Lemoine erschienen. Gemeinsam mit ihrem Cousin schrieb sie ein Manuskript für das Hörspiel L’esprit souterrain, eine Adaption von Fjodor Michailowitsch Dostojewskis Aufzeichnungen aus dem Kellerloch. Es wurde am 19. Juni 1946 als Radiophonie von dem Sender Radio française ausgestrahlt.

## Schriften (Auswahl)
- Manet, Édouard. In: Hans Vollmer (Hrsg.): Allgemeines Lexikon der Bildenden Künstler von der Antike bis zur Gegenwart. Begründet von Ulrich Thieme und Felix Becker. Band 24: Mandere–Möhl. E. A. Seemann, Leipzig 1930, S. 6–8 (biblos.pk.edu.pl).
- Manet beim „Père Lathuille“. und Zeichnungen aus dem Nachlass von Degas. In: Kunst und Künstler: illustrierte Monatsschrift für bildende Kunst und Kunstgewerbe. Band 28, 1930, Heft 5, S. 203–206 (digi.ub.uni-heidelberg.de) und Heft 10, S. 399–408 (digi.ub.uni-heidelberg.de).
- Manet-manebit. In: Kunst und Künstler: illustrierte Monatsschrift für bildende Kunst und Kunstgewerbe. Band 31, 1932, Heft 7, S. 236–245 (digi.ub.uni-heidelberg.de).
- Briefe Edouard Manets. und Die Auktion Jules Strauß. In: Kunst und Künstler: illustrierte Monatsschrift für bildende Kunst und Kunstgewerbe. Band 32, 1933, Heft 1, S. 10–21 (digi.ub.uni-heidelberg.de) und Heft 2, S. 74–75 (digi.ub.uni-heidelberg.de).
- mit Georges Wildenstein: Berthe Morisot. Catalogue des peintures, pastels, et aquarelles. Paris, 1961.

Übersetzungen
- Thornton Waldo Burgess: Les Aventures de Patterousse. Le Renard. 1933 (aus dem Englischen: Adventures of Reddy Fox).
- James Hilton: Portrait de Catherine. 1951 (aus dem Englischen: Catherine Herself. 1920).

Radiophonie
- Si Roméo et Juliette avaient survécu. [1943] (Wenn Romeo und Julia überlebt hätten).
- Denis Diderot: Une aventure de Jacques le Fataliste (= Le Roman picaresque. Radiodiffusion française, Adaption) [1945].